# Wereldkampioenschappen boksen vrouwen 2019
De wereldkampioenschappen boksen 2019 waren de elfde editie van de wereldkampioenschappen boksen voor vrouwen en vonden plaats van 3 tot en met 13 oktober 2019 in Oelan-Oede, Rusland. 
Er werd door 224 boksers uit 57 landen gestreden in tien gewichtscategorieën.

## Medailles
| Gewichtsklasse              | Goud                  | Zilver               | Brons                                |
| --------------------------- | --------------------- | -------------------- | ------------------------------------ |
| Lichtvlieggewicht (– 48 kg) | Ekaterina Paltceva    | Manju Rani           | Demie-Jade Resztan Chuthamat Raksat  |
| Vlieggewicht (– 51 kg)      | Liliya Aetbaeva       | Buse Naz Çakıroğlu   | Pang Chol-mi Mary Kom                |
| Bantamgewicht (– 54 kg)     | Huang Hsiao-wen       | Caroline Cruveillier | Jamuna Boro Mikiah Kreps             |
| Vedergewicht (– 57 kg)      | Nesthy Petecio        | Liudmila Vorontsova  | Karriss Artingstall Lin Yu-ting      |
| Lichtgewicht (– 60 kg)      | Beatriz Ferreira      | Wang Cong            | Rashida Ellis Mira Potkonen          |
| Halfweltergewicht (– 64 kg) | Dou Dan               | Angela Carini        | Ekaterina Dynnik Milana Safronova    |
| Weltergewicht (– 69 kg)     | Busenaz Sürmeneli     | Yang Liu             | Saadat Dalgatova Lovlina Borgohain   |
| Middengewicht (– 75 kg)     | Lauren Price          | Nouchka Fontijn      | Khadija El-Mardi Tammara Thibeault   |
| Halfzwaargewicht (– 81 kg)  | Zemfira Magomedalieva | Elif Güneri          | Wang Lina Nguyễn Thị Hương           |
| Zwaargewicht (+ 81 kg)      | Danielle Perkins      | Yang Xiaoli          | Katsiaryna Kavaleva Dina Islambekova |

Bron: AIBA

## Medaillespiegel
| Plaats | Land             | Goud | Zilver | Brons | Totaal |
| 1      | Rusland          | 3    | 1      | 2     | 6      |
| 2      | China            | 1    | 3      | 1     | 5      |
| 3      | Turkije          | 1    | 2      | 0     | 3      |
| 4      | Verenigde Staten | 1    | 0      | 2     | 3      |
| 5      | Chinees Taipei   | 1    | 0      | 1     | 2      |
| 6      | Brazilië         | 1    | 0      | 0     | 1      |
| 6      | Wales            | 1    | 0      | 0     | 1      |
| 6      | Filipijnen       | 1    | 0      | 0     | 1      |
| 9      | India            | 0    | 1      | 3     | 4      |
| 10     | Frankrijk        | 0    | 1      | 0     | 1      |
| 10     | Italië           | 0    | 1      | 0     | 1      |
| 10     | Nederland        | 0    | 1      | 0     | 1      |
| 13     | Engeland         | 0    | 0      | 2     | 2      |
| 13     | Kazachstan       | 0    | 0      | 2     | 2      |
| 15     | Wit-Rusland      | 0    | 0      | 1     | 1      |
| 15     | Canada           | 0    | 0      | 1     | 1      |
| 15     | Noord-Korea      | 0    | 0      | 1     | 1      |
| 15     | Finland          | 0    | 0      | 1     | 1      |
| 15     | Marokko          | 0    | 0      | 1     | 1      |
| 15     | Thailand         | 0    | 0      | 1     | 1      |
| 15     | Vietnam          | 0    | 0      | 1     | 1      |
| Totaal | Totaal           | 10   | 10     | 20    | 40     |

## Deelnemende landen
Er deden 224 boksers uit 57 landen mee aan het toernooi.
1. Albanië (1)
2. Algerije (6)
3. Argentinië (3)
4. Armenië (3)
5. Australië (9)
6. Barbados (1)
7. Botswana (3)
8. Brazilië (3)
9. Bulgarije (4)
10. Burundi (1)
11. Canada (4)
12. China (8)
13. Chinees Taipei (6)
14. Colombia (4)
15. Congo-Kinshasa (4)
16. Duitsland (8)
17. Ecuador (2)
18. Engeland (5)
19. Filipijnen (3)
20. Finland (2)
21. Frankrijk (5)
22. Honduras (1)
23. India (10)
24. Indonesië (3)
25. Ierland (4)
26. Italië (9)
27. Japan (5)
28. Kazachstan (10)
29. Noord-Korea (3)
30. Litouwen (2)
31. Letland (1)
32. Mali (1)
33. Marokko (5)
34. Micronesië (1)
35. Moldavië (1)
36. Mongolië (7)
37. Nederland (2)
38. Oekraïne (1)
39. Oezbekistan (9)
40. Panama (2)
41. Polen (5)
42. Rusland (10)
43. Slovenië (1)
44. Servië (1)
45. Schotland (1)
46. Tadzjikistan (4)
47. Tsjechië (1)
48. Thailand (5)
49. Trinidad en Tobago (1)
50. Turkije (6)
51. Venezuela (2)
52. Verenigde Staten (10)
53. Vietnam (3)
54. Wales (2)
55. Wit-Rusland (6)
56. Zweden (2)
57. Zwitserland (2)